# Klínec

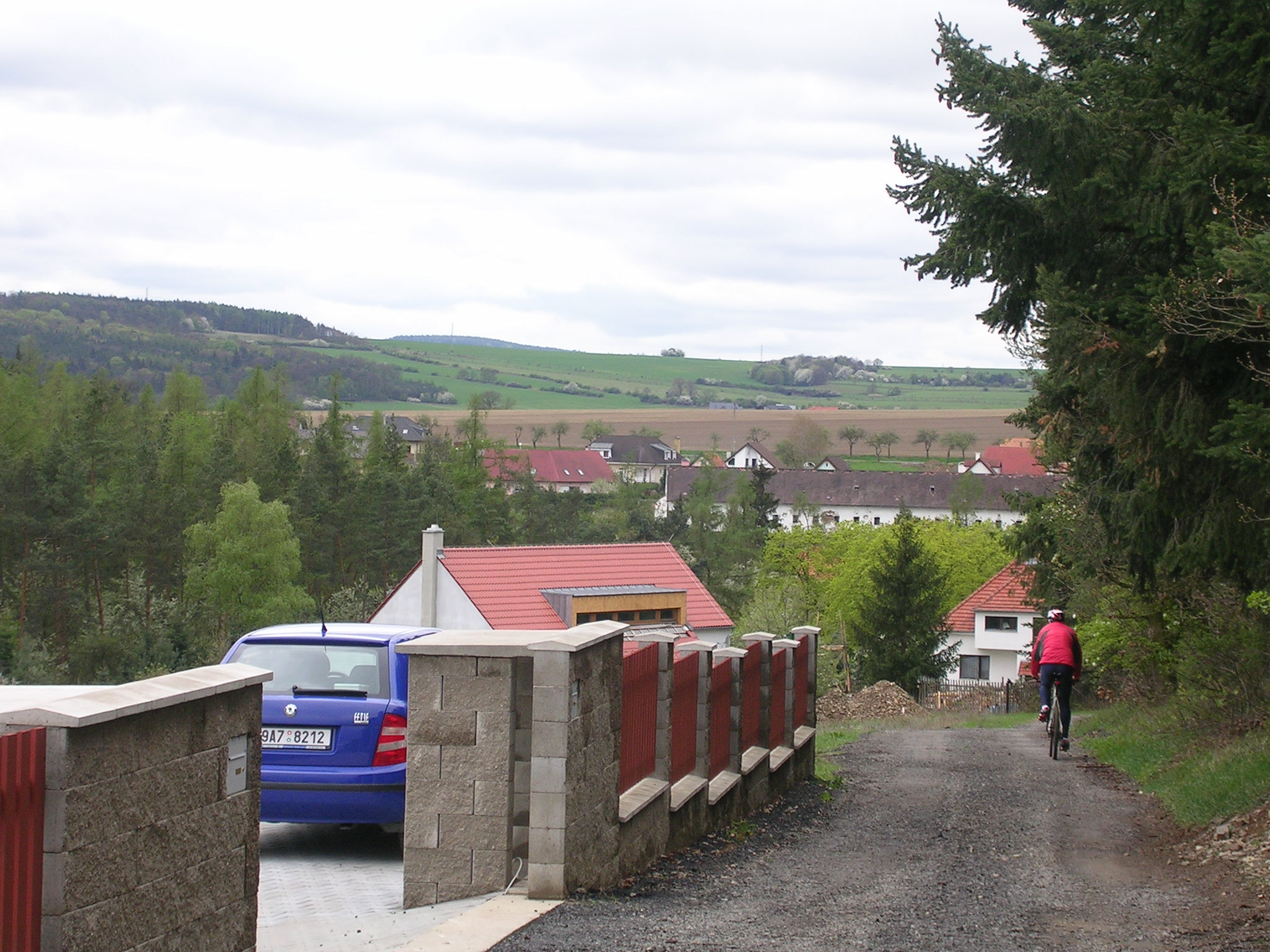
Blick von Nordosten auf Klínec

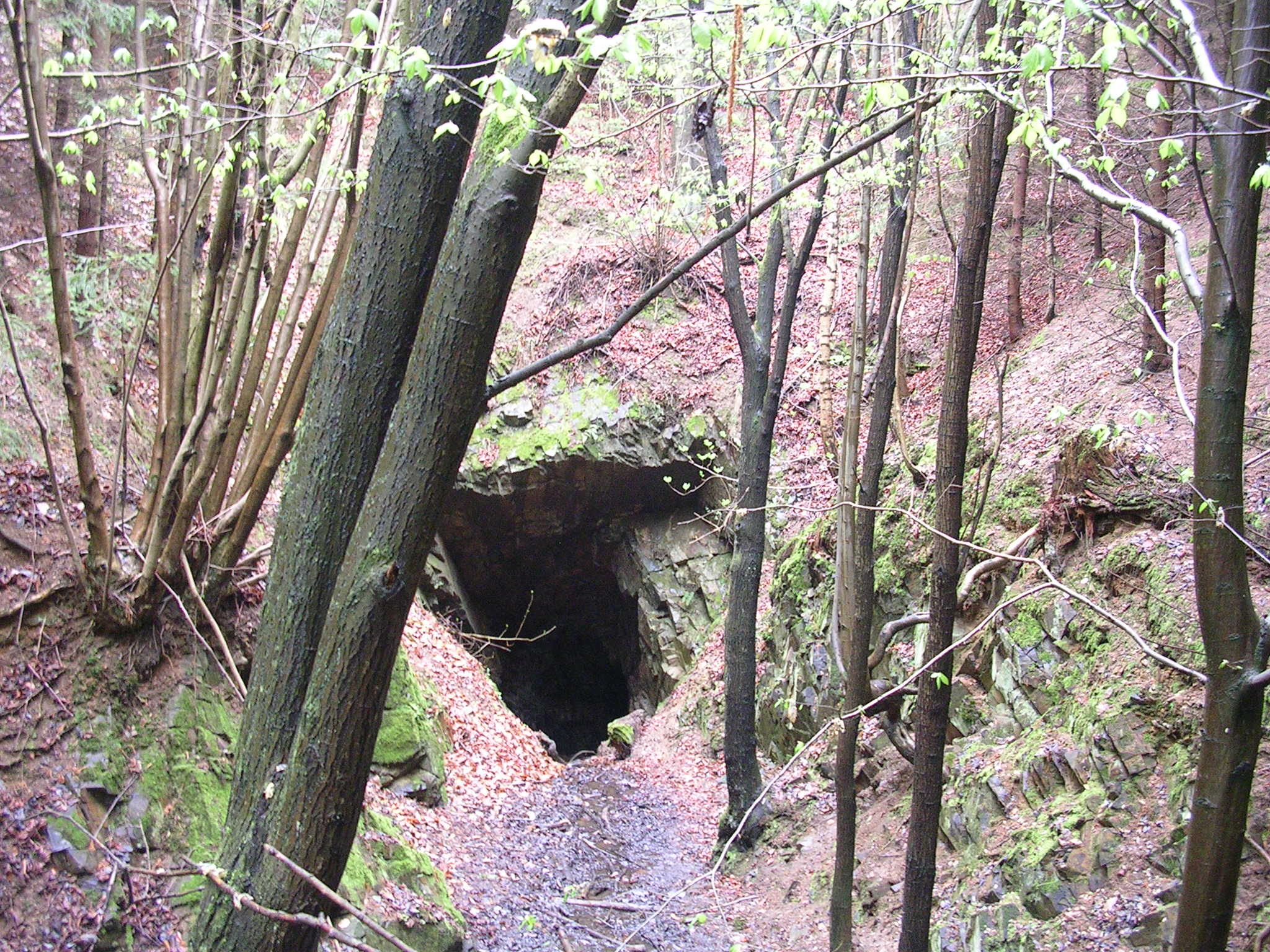
Entwässerungsstolln Čertovka

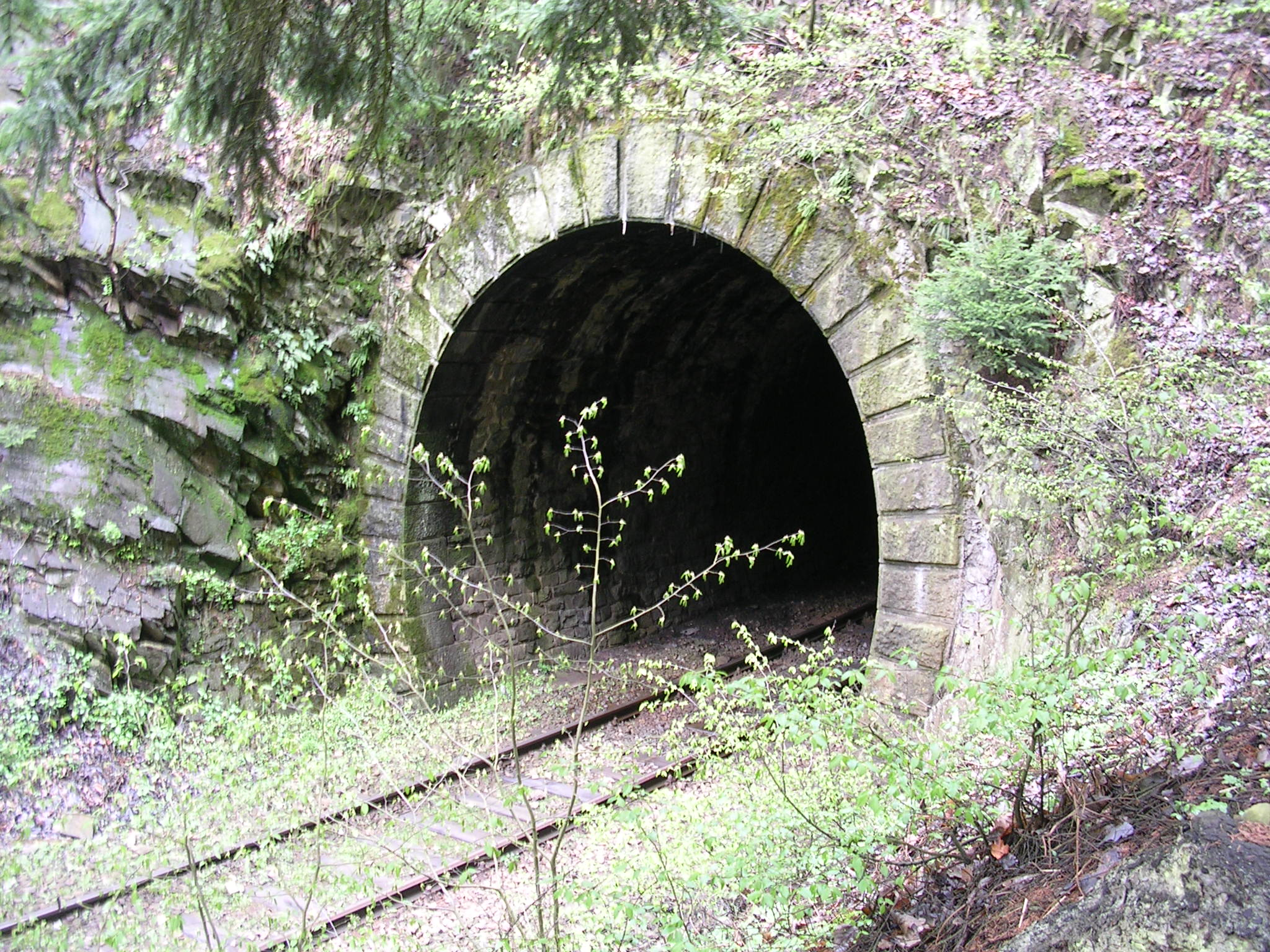
Eisenbahntunnel

Klínec (deutsch Klinetz, älter auch Glintz) ist eine Gemeinde in Tschechien. Sie liegt 21 Kilometer südlich des Stadtzentrums von Prag und gehört zum Okres Praha-západ.

## Geographie
Klínec befindet sich im Quellgrund des Baches Korábka in den Hřebeny (Brdykamm). Nördlich erhebt sich der Vršky (361 m n.m.) und im Osten der Na Hrádku (293 m n.m.). Am westlichen Ortsrand verläuft die Schnellstraße R 4 zwischen Zbraslav und Mníšek pod Brdy. Östlich von Klínec führt die Bahnstrecke Dobříš–Praha-Modřany durch das Tal des Bojovský potok; der Haltepunkt Klínec liegt anderthalb Kilometer südöstlich des Dorfes im Wald, südlich davon befindet sich der 72 m lange Klinetzer Eisenbahntunnel (Klínecký tunel). Gegen Nordwesten erstreckt sich der Naturpark Hřebeny, südwestlich liegt der Golfplatz Líšnice.
Nachbarorte sind Jílovišťská Myslivna, Jíloviště und V Remízku im Norden, Trnová im Nordosten, Masojídka, Měchenice, Zástrovská, Račany und Davle im Osten, Sloup und Hvozdnice im Südosten, Spálený Mlýn, Čtvrt Svatopluka Čecha, Vandrlice und Bojov im Süden, Líšnice und Řitka im Südwesten, Varadov, Na Homolce, Potoky und Černolice im Westen sowie Čihadla, Všenory und Horní Mokropsy im Nordwesten.

## Geschichte
Klínec entstand vermutlich als Ansiedlung von Bergleuten. Die erste urkundliche Erwähnung des zu den Besitzungen der königlichen Kammer gehörigen Dorfes Glynz erfolgte im Jahre 1310. Das Dorf lag im Norden des sich vom Brdy bis zum Euler Bergland erstreckenden Urwaldes, in dem das Benediktinerkloster Insula erhebliche Rechte erworben hatte. Einen Teil dieses königlichen Waldes bei Jegerdorf und Glynz hatte König Wenzel II. kurz zuvor dem von ihm gegründeten Zisterzienserkloster Königsaal übereignet. Im Jahre 1319 schenkte Königin Elisabeth von Böhmen dem Kloster Königsaal das Dorf Klínec mit den umliegenden Wäldern, in denen Gold und Halbedelsteine gewonnen wurden. Die Bewohner von Klínec lebten zu dieser Zeit vor allem von der Köhlerei. In der Mitte des 14. Jahrhunderts errichteten die Königsaaler Zisterzienser in Klínec einen Klosterhof. Dieser wurde etwa 250 Meter südöstlich des Dorfes an einem vorteilhaften Standort angelegt und der umliegende Eichen- und Buchenwald gerodet. Sukzessive wurden die Felder des Hofes auch in den Wald Peklo ausgedehnt; dadurch kamen auch die dortigen Goldseifen zum Erliegen, die jedoch zu dieser Zeit nicht mehr rentabel waren. Den Dreißigjährigen Krieg überstand Klínec dank seiner abgelegenen Lage unbeschadet, die am Goldenen Steig gelegenen Nachbarorte Líšnice und Řitka wurden zerstört.
Nach der Aufhebung des Klosters im Zuge der Josephinischen Reformen im Jahre 1785 gehörte Klinetz zur Herrschaft Königsaal, die von der k.k. böhmischen Staatsgüteradministration für den Religionsfonds verwaltet wurde. Im April 1827 ersteigerte Friedrich Kraft Heinrich zu Oettingen-Wallerstein die Herrschaft und trat sie an seine Frau Sophia Maria, geborene Landgräfin von Fürstenberg († 1829) ab. Der Meierhof wurde aufgehoben und seine Gründe emphyteutisiert. 1832 fiel die Herrschaft dem Witwer zu; nach dessen Tode erbten 1845 seine zweite Frau Maria Anna, geborene Gräfin von Trauttmansdorff-Weinsberg, sowie seine Kinder aus beiden Ehen den Besitz gemeinschaftlich.
Im Jahre 1846 bestand das Dorf Klinetz im Berauner Kreis aus 50 Häusern mit 363 Einwohnern. Im Ort gab es ein Wirtshaus, westlich führte die Passauer Straße vorbei. Pfarrort war Lischnitz. Bis zur Mitte des 19. Jahrhunderts blieb Klinetz der Herrschaft Königsaal untertänig.
Nach der Aufhebung der Patrimonialherrschaften bildete Klinec/Klinetz ab 1849 eine Gemeinde im Gerichtsbezirk Königsaal. Ab 1869 gehörte Klinec zum Bezirk Smichow. Die Gemeinde führt seit den 1880er Jahren den Namen Klínec. 1897 wurde die Bahnstrecke Čerčan–Modřan–Dobříš eröffnet. Nach dem Ersten Weltkrieg entwickelte sich Klínec zu einer Sommerfrische der Prager, es entstanden mehrere Ferienhaussiedlungen. In dieser Zeit entstand auch der Bahnhaltepunkt Klínec.  1927 wurde Klínec dem Okres Praha-venkov und 1942 dem Okres Praha-venkov-jih zugeordnet. Im Jahre 1949 wurde die Gemeinde  dem Okres Praha-jih zugewiesen, seit 1961 gehört sie zum Okres Praha-západ. In den Jahren 1959–1960 entstand in Klínec eine Schule. Zu Beginn des Jahres 1980 wurde Klínec nach Jíloviště eingemeindet, seit dem 24. November 1990 bildet Klínec wieder eine eigene Gemeinde. Seit 2009 führt Klínec ein Wappen und Banner. Die ehemalige Schule dient heute als Kindergarten. Die meisten der Einwohner arbeiten in Prag.

## Gemeindegliederung
Für die Gemeinde Klínec sind keine Ortsteile ausgewiesen.

## Söhne und Töchter der Gemeinde
- Zdeněk Boháč (1933–2001), tschechischer Historiker und historischer Geograph

## Sehenswürdigkeiten
- Stolln Čertovka im Tal der Korábka unterhalb des Dorfes, der etwa 100 lange Stolln diente der Wasserlösung des mittelalterlichen Goldbergwerks Pinky
- Reste von Goldseifen in der Flur Pinkousy an der Korábka
- Kapelle des hl. Johannes von Nepomuk, in der Ortsmitte über einem Teich